# Bailingmiao

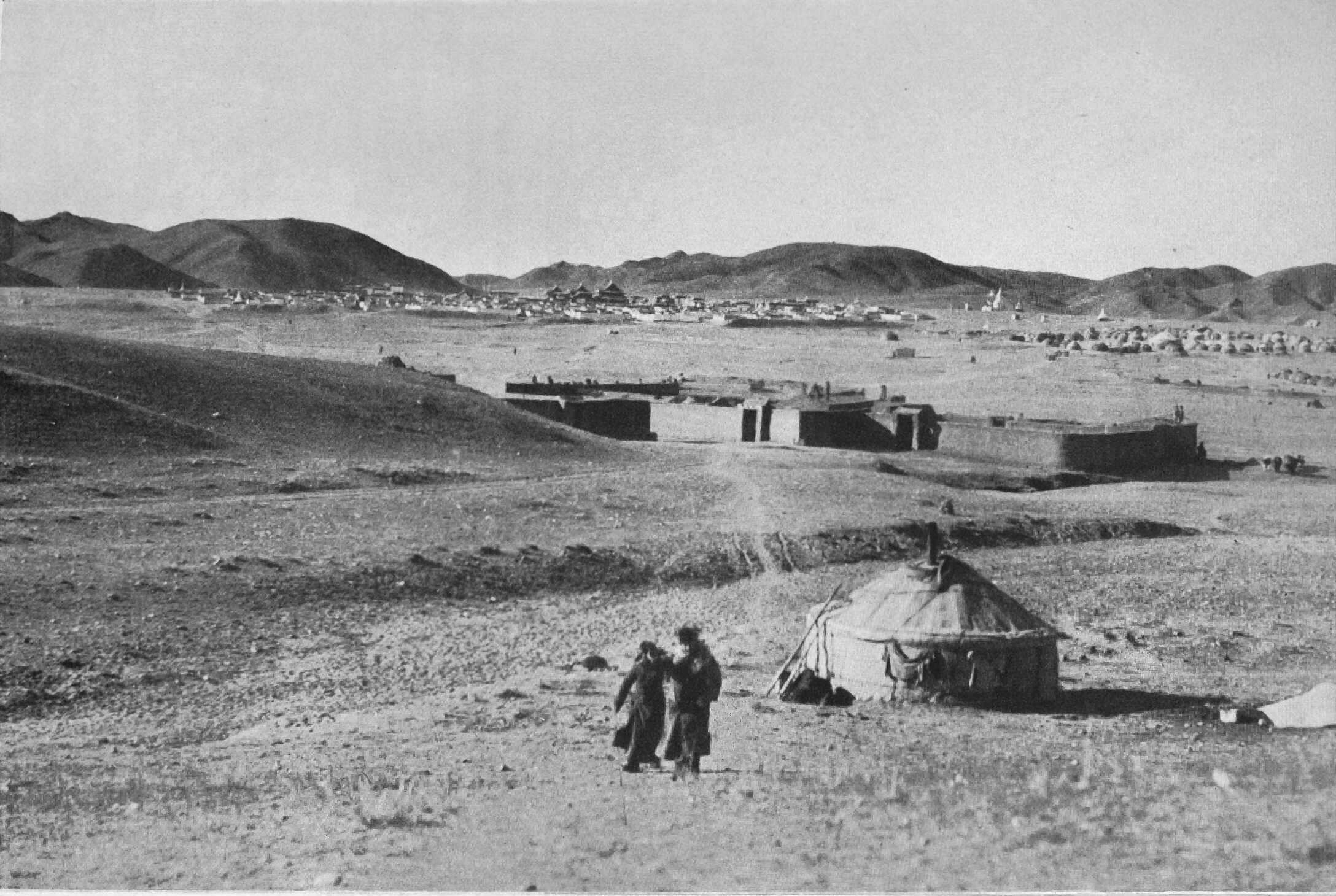
Blick auf das Sommerlager der „Hauptstadt“ Bǎilíngmiào (百靈廟, W.-G. Pai-ling-miao, mongolisch Bat Chaalga oder Bathahalak) 1934. Der namensgebende Tempel im Hintergrund.

Bailingmiao (chinesisch 百靈廟, Pinyin Bǎilíngmiào, W.-G. Pai-ling-miao, mongolisch Bat Chaalga oder mongolisch Bathahalak) ist ein kleiner Ort um den gleichnamigen Tempel im modernen vereinigten Darhan-Muminggan-Banner unweit der Stadt Bāotóu (包頭市, W.-G.: Pao-t’ou ). Administrativ ist der Ort am nördlichen Fuß des Gebirges Yin Shan heute eine Großgemeinde.

## Geschichte
Der namensgebende Tempel entstand 1781 auf Basis eines älteren 1702 gebauten für den der Kangxi-Kaiser eine Namenstafel mit der Aufschrift Guǎngfú sì (廣福寺) zu spenden geruht hatte. Er bestand zu seiner Blütezeit aus fünf Haupthallen mit neun Pagoden chinesischen Stils, dazu kamen 36 Gebäude tibetischer Bauart, letztere von Lamas der Gelugpa-Sekte genutzt.
Durch Artilleriebeschuss chinesischer Truppen wurde der tibetische Teil des Tempels während der Kämpfe mit mongolischen Unabhängigkeitskämpfern am 10. Juli 1913 in Brand geschossen. Sven Hedin erwähnte 1927, dass der Tempel zehn Jahre später, teilweise mit Regierungsgeldern wieder aufgebaut wurde.

### 1934–1936

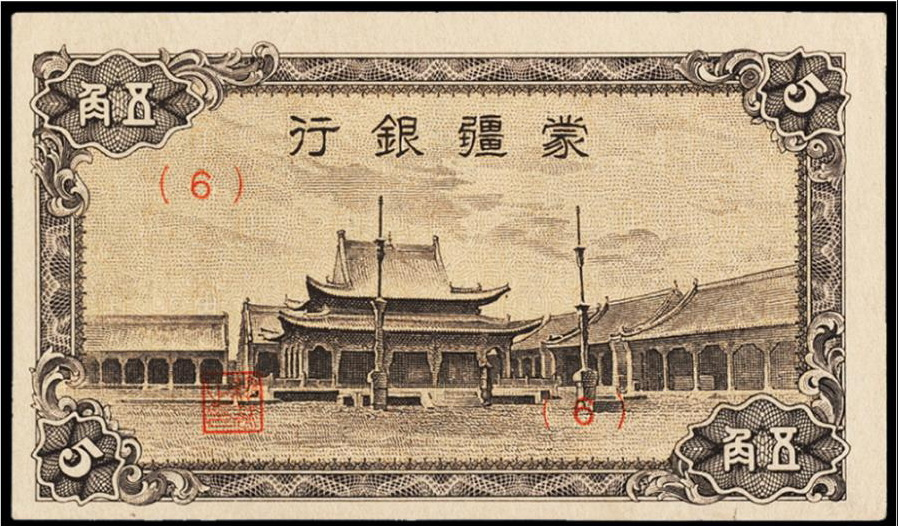
Der Tempelhof auf einer Banknote (ca. 1938).

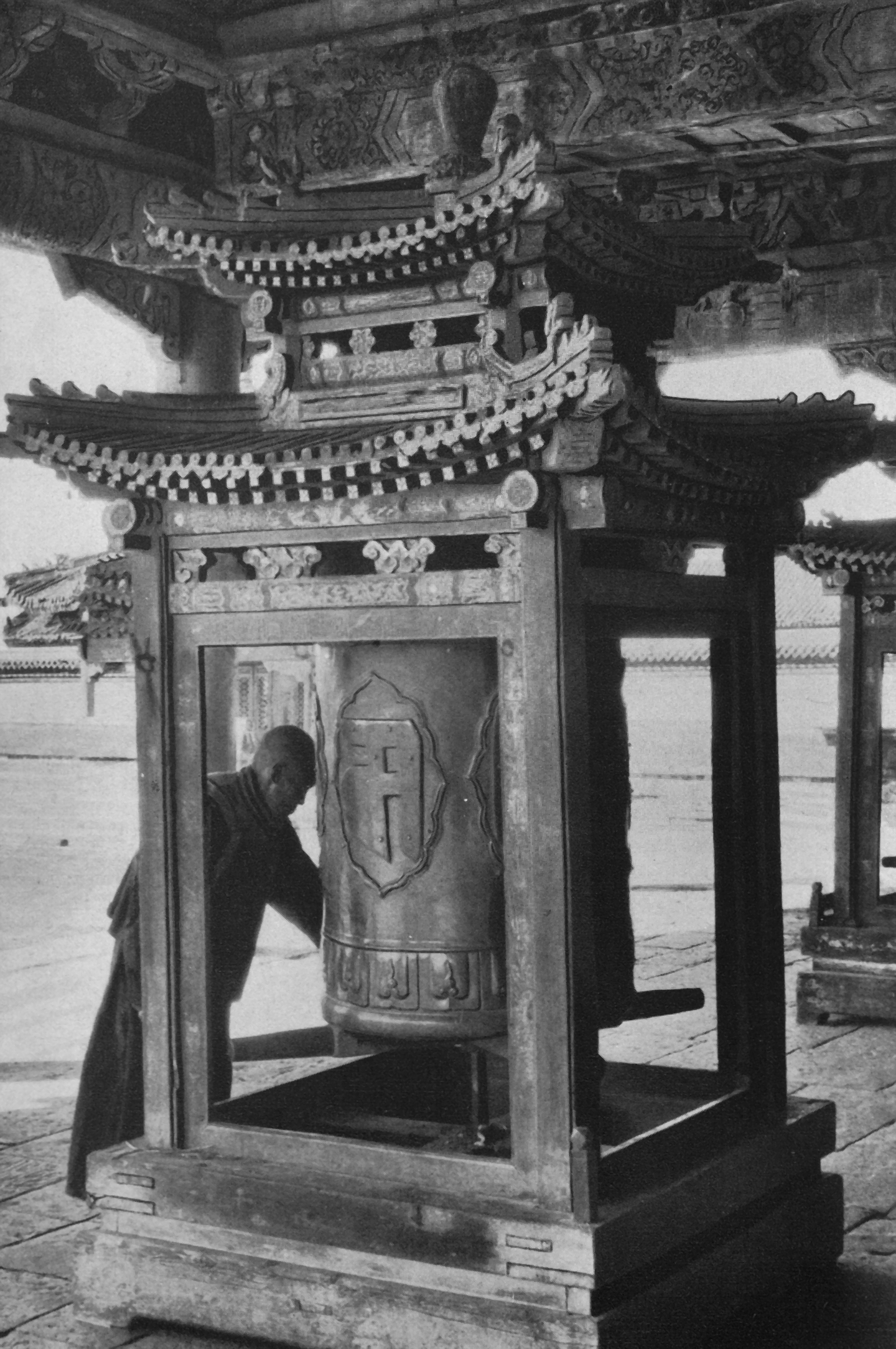
Gebetsmühle im zur Gelugpa-Schule gehörigen Tempel.

International bekannt wurde die Ortschaft als hier der aus dem westlichen Sünit-Banner stammende „Fürst“ Demchugdongrub (alias Teh Wang) hier den Verwaltungssitz seines „autonomen mongolischen Rates“ (蒙古地方自治政務委員會) einrichtete. Die Schaffung dieser „autonomen Regierung“ mit dem nach Unabhängigkeit der inneren Mongolei strebenden Fürsten an der Spitze war der Versuch des 1927 entstandenen Nankinger KMT-Regimes, seine nominellen Herrschaftsansprüche in einem Gebiet zu sichern, in dem man nie wirklich die Kontrolle hatte. Kurz zuvor war die Provinz Rehe unter japanische Verwaltung gelangt.
Im November 1934 errichtet man eine Funkstation. Die zwei Mal im Jahr zusammentretenden Regierungsmitglieder lebten bei ihren Aufenthalten in Jurten die dann die Ortschaft bildete. In ihr durften sich, der Tempel wegen, traditionsgemäß keine Frauen aufhalten, Familien wurden somit weiter ab in der Steppe untergebracht. Lediglich der Fürst und sein Personal nutzten einen fest gemauerten Yamen als Amtssitz, solange er es nicht vorzog, ebenfalls in einer Jurte Hof zu halten. Einige bald zugewanderte chinesische Händler bauten sich feste Häuser. Eine etwa zehn Kilometer entfernte neue „Hauptstadt aller Mongolen“ kam nie über das Planungsstadium hinaus. Ein Treffen des japanischen Offiziers Ryūkichi Tanaka (田中隆吉) mit dem Fürsten führte zu einer Annäherung an die Japaner, ohne sich zu einem vollen Bündnis auszuwachsen. Erst ab August wurden die Bande enger.
Im Frühjahr 1936 kam es dann zum Bailingmiao-Aufstand. Im Rahmen des Suiyuan-Feldzugs ab Sommer 1936 wurde die von 4000 Mann verteidigte Ortschaft beim siebten Angriff am 25. Nov. 1936 von chinesischen Truppen eingenommen.  Auf Bāotóu vorrückende Mongolen eroberten den Ort Anfang Oktober 1937 wieder zurück. Weitere Kämpfe mit den Japanern fanden Ende 1938 statt.
Wie die umliegende Region gehörte Bailingmiao 1938/39 zum Machtbereich der mongolischen Militärregierung des Demchugdongrub, danach bis August 1945 zu Mengjiang.

### Seit 1945
Noch im Sommer 1950 gab es Kämpfe in der Region, wobei Rebellen, verbliebene Anhänger Demchugdongrubs, gegen die Befreier vorgingen.
Der Abt des Klosters nahm 1953 an der Gründungsversammlung der Chinesischen buddhistischen Vereinigung teil. 1958 eröffnete die erste Grundschule. Während der Kulturrevolution kam es zu Zerstörungen an den Tempeln.
Gegenwärtig leben etwa 700 Menschen im Ort. Die Provinzstraße 211 von Bāotóu führt weiter in die unabhängige Mongolei, die Provinzhauptstadt Hohhot (呼和浩特, Hūhéhàotè) erreicht man auf der S104.
Die Stätte des Bailingmiao-Aufstand steht seit 2006 auf der Liste der Denkmäler der Volksrepublik China (Nr. 6-912).